# Michl Huber
Michl Huber (* 31. Dezember 1842 in München; † 10. Juli 1881 ebenda) war ein deutscher Volkssänger aus Bayern.

## Leben
Michl Huber stammte aus einer Haidhausener Gastwirtsfamilie. Da sein Vater verarmte, konnte Michl die elterliche Gastwirtschaft nicht übernehmen, sondern musste seinen Lebensunterhalt als Maurer verdienen. Spätestens seit der Geburt seiner ersten Tochter 1867 wurde er urkundlich erstmals als „Volkssänger von hier“ erwähnt. Mit seiner ersten Ehefrau Johanna (1847–1871) hatte er vier Kinder. In zweiter Ehe war er seit 1874 mit Maria Huber geb. Hallik (1838 – nach 1884) verheiratet, mit der er lange Jahre gemeinsam auf der Bühne auftrat. Auftritte der Gesellschaft Huber sind ab spätestens 1869 in München nachgewiesen, wobei auch noch weitere Kompagnons wie Berg, Etmayer, Nussbaum und Deininger als Mitwirkende genannt wurden. Auch später berühmt gewordene Volkssänger wie Jakob „Papa“ Geis und Christian Seidenbusch schlossen sich ihm in ihren Anfangszeiten an. Ab 1878 nannte sich Huber „Singspieldirektor“ und seine Gesellschaft „1. Münchner Theater chantant“, das 18 Mitglieder umfasste, davon neun Sänger und neun Musiker. 1881 starb Huber erst 39-jährig nach „10wöchiger Leidenszeit“ im Irrenhaus an der „Tobsucht“. Sein Grab auf dem alten Haidhauser Friedhof ist nicht erhalten.
Michl Huber verfasste über 280 Couplets, darunter das Nockherberg-Lied und die auf München gemünzte Textfassung des ursprünglichen Wienerlieds Solang der alte Peter. Der Repertoirenachlass Hubers befindet sich heute als Teil des Nachlasskonvoluts des Musikalienhändlers und Musikverlegers Johann Baptist Westermair (1860 – nach 1917) im Stadtarchiv München.
Sein einziger überlebender Sohn Georg Huber (1869–1930) trat in seine Fußstapfen und wurde ein Komponist und Pianist der Münchener Volkssängerszene. Er komponierte Lieder u. a. für Papa Geis und den Weiß Ferdl.